# Gefallene Engel 3
Gefallene Engel 3 (Originaltitel: Fallen 3: The Destiny) ist ein US-amerikanischer Fantasyfilm aus dem Jahr 2008 von Regisseur Mikael Salomon. Die Produktion bildet die zweite Fortsetzung einer Filmreihe, die 2006 mit Gefallene Engel begann und 2007 mit Gefallene Engel 2 weitergeführt wurde. Er beginnt unmittelbar mit der Schlussszene von Teil 2. Die Film-Trilogie basiert auf einer Buchreihe von Thomas E. Sniegoski.

## Handlung
Der Waise Aaron hat erfahren, dass er ein Nephilim ist. Sein Vater war ein Engel, seine Mutter, die bei seiner Geburt starb, war ein Mensch. Er hat aber auch außergewöhnliche Gaben von seinem Vater geerbt. Wie alle Nephilim spricht er von seinem 18. Geburtstag an alle Sprachen, auch die der Tiere. Er kann über übermenschliche Körperkräfte verfügen und er kann „gefallene Engel“ spüren. Daher soll der mittlerweile 19-jährige als Teil eines göttlichen Plans die gefallenen Engel in den Himmel zurückbringen. Er ist möglicherweise der Erlöser, die Erfüllung einer alten Prophezeiung. Jedoch zweifelt er daran, ob es richtig ist, die dereinst aus dem Himmel verbannten Engel dorthin zurückzuführen. Zudem ist er ständig auf der Flucht vor den Mächtigen, den Himmelskriegern, welche die Nephilim jagen, um sie zu töten. Die Mächtigen sind Engel und begreifen ihre Aufgabe so, dass es ihnen obläge, die Bastarde von Nephilim von der Erde zu tilgen und Gottes Schöpfung zu reinigen.
Der „gefallene Engel“ Azazel will Aaron auf dem Weg zu seiner Bestimmung helfen und wurde aus diesem Grund nach über 5.000 Jahren Gefangenschaft von einem vorerst Unbekannten befreit. Azazel ist stark genug, um im Kampf mit den Mächtigen zu bestehen. Er ist den meisten Mächtigen überlegen und wurde bisher lediglich von dem mächtigen Mazarin besiegt. Von Azael erfährt Aaron, dass Engel keine Seele besitzen und dass jeder Engel, der nicht vorher von ihm in den Himmel zurückgeschickt wird, für immer vergeht, wenn er stirbt. Gemeinsam besiegen Azazel und Aaron zu Beginn des Films die Mächtigen. Mazarin, der zuvor niemals eine Niederlage erlitt, wundert sich, wie Aaron ihn überwinden konnte und warum er ihn anschließend wieder freigibt, anstatt ihn zu vernichten. Azazel hingegen tötet einen von ihm überwältigten Angreifer, obwohl sich dieser ergeben hatte. Die Mächtigen ziehen sich zurück und sind ob der Gnade, die Aaron Mazarin gewährte, verunsichert.
Azazel erklärt Aaron, dass bei der Geburt eines Nephilims dessen menschliche Mutter immer stirbt. Aaron ist daher wütend auf seinen ihm unbekannten Vater. Azazel will ihn zu dem „Lichtbringer“ bringen, der die Antwort auf alle Fragen habe, denn er habe die Prophezeiung seines Erscheinens als Erlöser überhaupt erst gemacht. Obwohl Aaron und seine Freundin Vilma Azazel nicht wirklich trauen, folgen sie ihm in die Berge.
Aarons Freund Camael versucht in Gefangenschaft die Mächtigen davon zu überzeugen, Aaron als „den Erlöser“ anzuerkennen, was Mazarin jedoch ablehnt. Camael, der früher selbst der Anführer der Mächtigen war, hatte sich von ihnen abgewandt, weil er ihr Vorgehen für falsch erkannte. Er wird von den Mächtigen gefoltert und seine Flügel werden ihm mit Engelsfeuer abgeschlagen. Es gelingt ihm jedoch sich zu befreien und er folgt Aaron. Camael findet Hilfe bei Ariel, die ebenfalls eine Gefallene ist. Sie setzt ihre Fähigkeiten zur Heilung ein.
Mazarin beginnt an seiner Aufgabe zu zweifeln und Michael, der mächtigste aller Engel, der die Gefallenen aus dem Himmel vertrieb, erscheint ihm. Er offenbart ihm, dass Azazel eine Gefahr für den göttlichen Plan ist und er vermutlich die Hilfe des Jungen (Aaron) brauchen wird, um ihn zu bezwingen. Er lobt seine treuen Dienste, jedoch nicht die Tötung der Gefallenen und ihrer Kinder, was Mazarin weiter verunsichert.
Azazel erzählt Aaron und Vilma, dass er der Anführer der Engel war, die gegen Gott rebellierten, und dass er damals mit Luzifer zusammenarbeitete. Sie hätten sich jedoch getrennt, weil Luzifer den Himmel übernehmen wollte, er hingegen kämpfte für das Recht ihn zu verlassen. In einer Nacht verlässt Azazel die beiden, um seinen heimlichen Befreier aufzusuchen, er kommt aber rechtzeitig zurück, um sie zu retten. Aaron wird von einem Mitglied eines ominösen Ordens der Menschen mit einem Betäubungspfeil überwältigt. Diese Ordensmitglieder wissen von der Realität von Engeln, glauben aber, sie zu ihrem Vorteil manipulieren zu können. Azazel überwältigt den Angreifer und dieser fleht nun Aaron an, ihn zu erlösen. Er habe schlimme Dinge in seinem Leben getan und nun auch noch einen Gehirntumor, an dem er bald sterben werde. Aaron lehnt sein Gnadengesuch ab und Azazel tötet den inzwischen schwerverletzten zum Entsetzen Aarons und Vilmas mit einem Fußtritt.
Azazel führt seine Begleiter zu einem verfallenen Kloster, dem Ort des „Lichtbringers“, dem Aaron allein begegnen müsse, um seine Bestimmung zu erfahren. Aaron betritt das Kloster und trifft dort den „Lichtbringer“ in Gestalt eines weisen Mannes, der ihm seine Fragen beantworten kann. Aaron sagt ihm, dass er den gefallenen Engel, der sein Vater ist, dafür verantwortlich macht, dass seine Mutter starb, denn er tötete sie mit seiner Empfängnis. Der „Lichtbringer“ stellt sie als Märtyrerin dar, welche er über alles geliebt hat. Er bittet Aaron um Erlösung. Aaron ist unsicher was er tun soll, da er ihm den Tod seiner Mutter nicht verzeihen will. Der „Lichtbringer“ erklärt ihm nun, dass er, der Erlöser, von dem abstammen würde, der die Erlösung am meisten verdiene, dem Verursacher des Ganzen, Luzifer. Aaron muss erkennen, dass Luzifer sein Vater ist.
Luzifer erklärt ihm, dass er nicht im Himmel herrschen, sondern nur wählen wolle, wo er lebt. Luzifer bekennt sich schuldig und versucht Aaron klarzumachen, dass er sich geändert  und genug gebüßt habe und er ihn nun endlich in den Himmel zurückschicken kann. Er bittet Aaron um Vergebung. Aaron weiß nun, warum er all diese Macht hat. Es geht nur um die Erlösung Luzifers.
Camael, Ariel, Mazarin und Sachael finden nacheinander im Wald das getötete Ordensmitglied. Mazarin erkennt, dass Azazel Aaron in die Arme Luzifers treiben wird, um diesen wieder in den Himmel zu schicken. Mazarin erkennt nun endlich die Wahrheit und dass er einen Fehler gemacht hat.
Vor dem Kloster wird Vilma ungeduldig und will Aaron zu Hilfe eilen, wovon  Azazel ihr abrät. Er erklärt ihr auch den Grund: Der Lichtbringer heißt auf Lateinisch übersetzt Luzifer und ist der Teufel in Persona. Vilma eilt Aaron zu Hilfe und findet sich doch nur in ihrer eigenen Hölle wieder. Aaron erkennt das wahre Ausmaß der Verbrechen seines Vaters und schreckt davor zurück, diesen zu erlösen. Er wendet sich von seinem Vater ab und dieser zeigt ihm daraufhin, wo er sich wirklich befindet, in der Hölle.
Vilma erwacht und befindet sich wieder in der Gefangenschaft von Dr. Lukas, aus der sie in Teil 2 von Aaron befreit wurde. Luzifer versucht inzwischen Aaron zu erpressen, indem er ihm die Gefangenschaft seiner Freundin zeigt und ihm anbietet, sie und ihn aus der Hölle zu entlassen, wenn er ihn in den Himmel zurückschickt. Vilma kann jedoch Dr. Lucas überreden sie zu befreien und entkommt der Hölle.
Aaron ist nun bereit dazu, in der Hölle zu bleiben, wenn er so Luzifer daran hindern kann, das Paradies zu übernehmen. Als Vilma der Hölle aus eigener Kraft entfliehen kann versteht er plötzlich alles: Luzifer kann niemanden in der Hölle festhalten! Für die Hölle entscheiden sich die Menschen selbst, aber sie müssen dort nicht ewig bleiben. Das einzige Wesen, welches die Hölle nicht aus eigener Kraft verlassen kann, ist Luzifer.
Vilma verlässt die Klosterruine und fordert nun Azazel auf, Aaron zu helfen und in ihrer Wut entzündet sie erstmals das Engelsfeuer (ein flammendes Schwert) in sich. Azazel kann sie zunächst überwinden. Als er versucht sie zu töten, wird er jedoch von Camael daran gehindert, der den Schauplatz erreicht. Azazel kann den verwundeten und geschwächten Camael zwar noch besiegen, aber er kann ihn nicht töten, denn daran hindert ihn Sachael. Zwar kann sie Azazel nicht stoppen, aber sie kann Azazel hinhalten, bis Mazarin eintrifft. Mazarin gelingt es Azazel erneut zu besiegen.
Aaron hat inzwischen erkannt, dass nur er selbst seinem Vater, dem Teufel, ebenbürtig ist. Es kommt zum Kampf zwischen ihnen. Aaron begreift, dass der Engel in ihm so mächtig ist wie sein Vater, er ihm aber überlegen ist, denn er ist auch Mensch und das macht ihn stärker. Er besiegt Luzifer, vernichtet ihn und verlässt die Hölle.
Draußen trifft er auf die anderen. Camael liegt im Sterben und wird von ihm erlöst. Der Mächtige Mazarin geht vor Aaron auf die Knie und bittet um Vergebung. Er erkennt den Erlöser nun an. Aaron fordert ihn auf mit dem Töten der Gefallenen und der Nephilim aufzuhören. Mazarin kettet Azazel bis zum jüngsten Gericht wieder an und macht ihm klar, dass nach Aarons Sieg über Luzifer dieses Gericht womöglich nie kommen wird. Aaron will nur noch nach Hause und die Gefallenen erlösen, die nun ohne Furcht vor den Mächtigen zu ihm kommen können. Vilma will ihm folgen, überallhin.

## Synchronisation
| Rolle               | Schauspieler      | Synchronsprecher         |
| ------------------- | ----------------- | ------------------------ |
| Aaron Corbett       | Paul Wesley       | Benedikt Weber           |
| Ariel               | Ivana Miličević   | Claudia Lössl            |
| Azazel              | Hal Ozsan         | Florian Halm             |
| Camael              | Rick Worthy       | Christian Weygand        |
| Deborah             | Jane McGregor     | Stephanie Kellner        |
| Dr. Lukas Grasic    | Rade Šerbedžija   | Ulrich Frank             |
| Hamiel              | Alain Chanoine    | Lance Girard             |
| Hawkins             | Ty Olsson         | Jakob Riedl              |
| Kolazonta           | Peter Williams    | Lance Girard             |
| Luzifer Morgenstern | Bryan Cranston    | Holger Schwiers          |
| Mazarin             | Will Yun Lee      | Hubertus von Lerchenfeld |
| Michael             | Christian Vincent | Martin Halm              |
| Sachael             | Monique Ganderton | Elisabeth von Koch       |
| Vilma Rodriguez     | Fernanda Andrade  | Shandra Schadt           |

## Kritik
„Abschluss einer Mystery-Reihe, die sich den ewigen Kampf zwischen Gut und Böse zu nutze macht, um auf der populären Fantasy-Welle mitzureiten.“

## Veröffentlichungen
Der dritte Teil der Miniserie wurde am 7. Juli 2008 erstmals im Deutschen Fernsehen auf ProSieben ausgestrahlt. Als DVD kam er 2010 in der englischen Fassung unter dem Titel Fallen: The Destiny heraus.